# Lancer du marteau masculin aux Jeux olympiques d'été de 2008
Navigation
Athènes 2004 Londres 2012
Le concours du lancer du marteau masculin aux Jeux olympiques de 2008 a eu lieu le 15 août 2008 pour les qualifications, la finale a lieu le 17 août 2008 dans le Stade national de Pékin.
Les limites de qualifications étaient de 78,50 m pour la limite A et de 74,00 m pour la limite B.
Le CIO a disqualifié en décembre 2008, les deux médaillés biélorusses, à la suite d'un dopage à la testostérone révélé le 4 septembre 2008. En juin 2010, le Tribunal arbitral du sport annule leur disqualification, en raison d'erreurs de procédure.

## Records
Avant cette compétition, les records dans cette discipline étaient les suivants :
| Record du monde  | 86,74 m | Youri Sedykh    | Union soviétique | 30 août 1986      | Stuttgart |
| Record olympique | 84,80 m | Sergey Litvinov | Union soviétique | 26 septembre 1988 | Séoul     |

## Médaillés
| Or            | Argent              | Bronze       |
| Primož Kozmus | Vadzim Dzeviatouski | Ivan Tsikhan |

## Résultats

### Finale (17 août)
| Rang               | Athlète                | Pays        | Essais | Essais | Essais | Essais | Essais | Essais | Marque | Notes |
| Rang               | Athlète                | Pays        | 1      | 2      | 3      | 4      | 5      | 6      | Marque | Notes |
| ------------------ | ---------------------- | ----------- | ------ | ------ | ------ | ------ | ------ | ------ | ------ | ----- |
| Médaille d'or      | Primož Kozmus          | Slovénie    | 80.75  | 82.02  | 80.79  | 80.64  | 80.98  | 80.85  | 82.02  | SB    |
| Médaille d'argent  | Vadzim Dzeviatouski    | Biélorussie | 79.00  | 81.61  | x      | x      | 80.86  | x      | 81.61  |       |
| Médaille de bronze | Ivan Tsikhan           | Biélorussie | 78.49  | 80.56  | 79.59  | 78.89  | 81.51  | 80.87  | 81.51  |       |
| 4                  | Krisztián Pars         | Hongrie     | 78.05  | 80.96  | x      | 80.16  | 80.11  | 79.83  | 80.96  |       |
| 5                  | Koji Murofushi         | Japon       | 79.47  | 80.71  | 79.94  | 77.96  | 78.22  | 77.26  | 80.71  |       |
| 6                  | Olli-Pekka Karjalainen | Finlande    | 77.92  | 79.59  | 78.99  | x      | 78.88  | x      | 79.59  | SB    |
| 7                  | Szymon Ziółkowski      | Pologne     | 75.92  | 79.22  | 79.07  | 79.04  | 76.16  | x      | 79.22  |       |
| 8                  | Libor Charfreitag      | Slovaquie   | x      | 77.62  | 76.83  | 77.26  | 78.65  | x      | 78.65  |       |
| 9                  | Markus Esser           | Allemagne   | 74.56  | x      | 77.10  |        |        |        | 77.10  |       |
| 10                 | András Haklits         | Croatie     | x      | 75.78  | 76.58  |        |        |        | 76.58  |       |
| 11                 | Dilshod Nazarov        | Tadjikistan | 72.97  | 76.54  | x      |        |        |        | 76.54  |       |
| 12                 | James Steacy           | Canada      | 75.72  | 75.54  | 74.06  |        |        |        | 75.72  |       |

Les Biélorusses Ivan Tsikhan et Vadzim Dzevyatouski sont disqualifiés après avoir été contrôlés positifs à la testostérone. Mais en juin 2010, le Tribunal arbitral du sport ordonne que les deux athlètes biélorusses récupèrent leurs médailles après avoir constaté des irrégularités dans le contrôle antidopage.

### Qualifications (15 août)
33 lanceurs de marteau étaient inscrits à ce concours, deux groupes de qualifications ont été formés. La limite de qualifications était fixée à 78,00 m ou au minimum les 12 meilleurs lanceurs de cette phase de qualifications.
| Rang | Pays        | Athlète                  | Distance      | Essais | Essais | Essais |
| ---- | ----------- | ------------------------ | ------------- | ------ | ------ | ------ |
| 1    | Hongrie     | Krisztián Pars           | 80,07 m Q     | -      | 80,07  | -      |
| 2    | Japon       | Koji Murofushi           | 78,16 m Q     | 78,16  | -      | -      |
| 3    | Allemagne   | Markus Esser             | 77,60 m q     | -      | 77,00  | 77,60  |
| 4    | Croatie     | András Haklits           | 77,12 m q     | 74,27  | 77,12  | 76,23  |
| 5    | Tadjikistan | Dilshod Nazarov          | 75,34 m q     | 74,67  | 75,34  | 72,47  |
| 6    | Ukraine     | Yevhen Vynohradov        | 74,49 m       | 73,41  | 74,49  | -      |
| 7    | Biélorussie | Valeriy Sviatokha        | 74,41 m       | 74,41  | -      | -      |
| 8    | Grèce       | Aléxandros Papadimitríou | 74,33 m       | -      | 74,33  | 73,83  |
| 9    | Lettonie    | Igors Sokolovs           | 73,72 m       | 73,72  | 71,50  | -      |
| 10   | Russie      | Kirill Ikonnikov         | 72,33 m       | -      | 72,04  | 72,33  |
| 11   | Slovaquie   | Miloslav Konopka         | 71,96 m       | 71,76  | 71,96  | -      |
| 12   | Ukraine     | Ihor Tuhay               | 71,89 m       | 71,89  | -      | 70,56  |
| 13   | Islande     | Bergur Ingi Pétursson    | 71,63 m       | 69,73  | -      | 71,63  |
| 14   | Tchéquie    | Lukas Melich             | 70,56 m       | 69,31  | 70,56  | 69,03  |
|      | Italie      | Marco Lingua             | aucune marque | -      | -      | -      |
|      | Égypte      | Mohsen El Anany          | aucune marque | -      | -      | -      |

| Rang | Pays         | Athlète                | Distance        | Essais | Essais | Essais |
| ---- | ------------ | ---------------------- | --------------- | ------ | ------ | ------ |
| 1    | Pologne      | Szymon Ziółkowski      | 79,55 m Q m(SB) | 79,55  | -      | -      |
| 2    | Slovénie     | Primož Kozmus          | 79,44 m Q       | 79,44  | -      | -      |
| 3    | Biélorussie  | Ivan Tsikhan           | 79,26 m Q       | 79,26  | -      | -      |
| 4    | Finlande     | Olli-Pekka Karjalainen | 77,07 m q       | 75,49  | -      | 77,07  |
| 5    | Biélorussie  | Vadzim Dzeviatouski    | 76,95 m q       | 73,39  | 76,56  | 76,95  |
| 6    | Slovaquie    | Libor Charfreitag      | 76,61 m q       | 76,03  | -      | 76,61  |
| 7    | Canada       | James Steacy           | 76,32 m q       | 76,32  | -      | 75,01  |
| 8    | Italie       | Nicola Vizzoni         | 75,01 m         | 72,82  | -      | 75,01  |
| 9    | Ukraine      | Artem Rubanko          | 74,47 m         | 74,47  | 73,89  | -      |
| 10   | Turquie      | Esref Apak             | 74,45 m         | -      | 74,45  | -      |
| 11   | Koweït       | Ali Mohamed Al-Zinkawi | 73,62 m         | -      | 73,62  | -      |
| 12   | Russie       | Igor Vinichenko        | 72,05 m         | -      | 72,05  | -      |
| 13   | Moldavie     | Roman Rozna            | 71,33 m         | 71,33  | 69,99  | 70,23  |
| 14   | États-Unis   | Afred George Kruger    | 71,21 m         | 70,58  | 71,21  | -      |
| 15   | Albanie      | Dorian Collaku         | 70,98 m         | 69,14  | 69,84  | 70,98  |
| 16   | Argentine    | Juan Ignacio Cerra     | 70,16 m         | -      | 70,16  | -      |
| 17   | Turkménistan | Amanmurad Hommadov     | aucune marque   | -      | -      | -      |

## Légende
Records et Performances
- AR : Record continental (area record)
- CR : Record des championnats (championship record)
- MR : Record du meeting (meet record)
- NR : Record national (national record)
- OR : Record olympique (olympic record)
- PR : Record paralympique (paralympic record)
- PB : Record personnel (personal best)
- SB : Meilleure performance personnelle de la saison (season's best)
- WL : Meilleure performance mondiale de l'année (world leader)
- WJR : Record du monde junior (world junior record)
- WR : Record du monde (world record)

Circonstances et Conditions
- DNF : N'a pas terminé (did not finish)
- DNS : N'a pas pris le départ (did not start)
- DQ : Disqualification (disqualification)
- NM : Aucun essai valable enregistré (No Mark)
- Q : Qualifié « directement » au prochain tour (ou à la prochaine compétition), lors d'une compétition majeure, grâce au classement ou à la réalisation des minima (automatic qualifier)
- q : Qualifié au prochain tour (ou à la prochaine compétition), lors d'une compétition majeure, grâce au repêchage ou à la réalisation de l'une des meilleures performances parmi celles des « non qualifiés directement » (grâce au meilleur temps ou à la meilleure distance par exemple) (secondary qualifier)